# ريتشل رايلي
ريتشل رايلي (بالإنجليزية: Rachel Riley) هي مبسطة العلم ومقدمة تلفزيونية بريطانية، ولدت في 11 يناير 1986 في روتشفورد ‏ في المملكة المتحدة.

## وصلات خارجية
- ريتشل رايلي على موقع IMDb (الإنجليزية)
- ريتشل رايلي على موقع قاعدة بيانات الفيلم (الإنجليزية)